# 公溪镇
公溪镇，是中华人民共和国江西省抚州市乐安县下辖的一个乡镇级行政单位。

## 行政区划
公溪镇下辖以下地区：
公溪社区、公溪村、荷陂村、新居村、武家村、陈家村、莲塘村、芜头村、杨家村、丁垄村和乐家村。